# 保普·拉斯洛 (拳击运动员)
保普·拉斯洛（匈牙利語：Papp László，1926年3月25日—2003年10月16日），匈牙利男子拳击运动员。他曾代表匈牙利参加1948年、1952年和1956年夏季奥林匹克运动会拳击比赛，共获得三枚金牌。